# Andreé Hult
Andreé Hult, född 5 december 1987 i Borlänge, är en svensk professionell ishockeyspelare som spelar för Leksands IF. Hans moderklubb är Borlänge HF.
Andreé är yngre bror till den före detta professionella ishockeyspelaren Alexander Hult.